# Pane e burlesque
Pane e burlesque è un film italiano del 2014 diretto da Manuela Tempesta.

## Trama
Monopoli, cittadina pugliese, subisce gli effetti della crisi economica e la locale fabbrica di ceramiche Bontempi, fonte principale di reddito del paese, chiude. La vita cittadina si trascina tra i riti dei disoccupati atti a trascorrere il tempo, come giocare al fantacalcio presso il locale gestito da Frida, e il faticoso tentativo di arrivare a fine mese, come nel caso della piccola merceria gestita da Vincenzo e Matilde e nella quale lavora anche la sarta Teresa.
Il paese viene tuttavia sconvolto dall'arrivo delle "Dyvettes", una compagnia di burlesque diretta da Mimì LaPetite, nome d'arte di Giuliana Bontempi, figlia del defunto Cavalier Bontempi, proprietario dell'azienda che portava il suo nome, e cugina di Vincenzo. La donna torna al paese natìo dopo oltre vent'anni allo scopo di vendere le proprietà di famiglia per poi riprendere subito la sua attività.
Quando però le tre ballerine si accorgono che Giuliana non è in grado di mantenere i suoi impegni, le rubano la macchina e la lasciano in ristrettezze. La donna, costretta a trovare una soluzione, decide quindi di sostituirle con Matilde, Teresa e Viola, la barista del paese. Le tre, inizialmente, sono molto impacciate, ma Giuliana insegnerà loro in breve tempo i segreti della sua arte e il gruppo otterrà un successo clamoroso, pur riuscendo a non far sapere nulla in paese.
Il vaso di Pandora viene tuttavia scoperchiato quando il barista del paesino, innamorato non corrisposto di Viola, per vendicarsi di questa mostra a tutti i compaesani il video di una loro esibizione, di cui si ritrova testimone involontariamente in un locale fuori città. La notizia si diffonde rapidamente e Vincenzo lascia Matilde. Giuliana, stufa dei pregiudizi della gente, rivela di essersene andata a soli quindici anni perché suo padre, che già ai tempi era oberato di debiti, pur di salvare l'azienda si dimostrò disposto a concederla ai suoi creditori.
Qualche tempo dopo Giuliana e Matilde, dato il successo della compagnia, vengono ingaggiate da una tv locale per condurre un talent show sul burlesque, ma quando si rendono conto che quello della televisione non è il loro mondo se ne vanno: Giuliana riaprirà quindi la fabbrica di famiglia mentre Vincenzo convincerà Matilde a tornare insieme.

## Produzione e distribuzione
Il film è ambientato a Monopoli, che è il luogo principale delle riprese, mentre altre scene sono state girate a Bari, Fasano e Modugno.
La produzione del film è ad opera di Italian Internation Film. La post-produzione è stata effettuata da Reset VFX.
La pellicola è stata messa in distribuzione nelle sale italiane a partire dal 29 maggio 2014 da 01 Distribution.